# Кастін (Мен)
Кастін (англ. Castine) — місто (англ. town) в США, в окрузі Генкок штату Мен. Населення — 1320 осіб (2020).

## Демографія
Згідно з переписом 2010 року, у місті мешкало 1366 осіб у 380 домогосподарствах у складі 193 родин. Було 704 помешкання
Расовий склад населення:
| - 96,7 % — білих - 1,1 % — азіатів - 0,5 % — чорних або афроамериканців - 0,1 % — корінних американців |

До двох чи більше рас належало 1,2 %. Частка іспаномовних становила 1,2 % від усіх жителів.
За віковим діапазоном населення розподілялося таким чином: 7,5 % — особи молодші 18 років, 76,3 % — особи у віці 18—64 років, 16,2 % — особи у віці 65 років та старші. Медіана віку мешканця становила 22,2 року. На 100 осіб жіночої статі у місті припадало 198,9 чоловіків;  на 100 жінок у віці від 18 років та старших — 208,0 чоловіків також старших 18 років.
Середній дохід на одне домашнє господарство  становив 75 156 доларів США (медіана — 55 313), а середній дохід на одну сім'ю — 92 226 доларів (медіана — 76 667). Медіана доходів становила 48 000 доларів для чоловіків та 47 083 долари для жінок. За межею бідності перебувало 23,9 % осіб, у тому числі 16,0 % дітей у віці до 18 років та 6,8 % осіб у віці 65 років та старших.
Цивільне працевлаштоване населення становило 414 осіб. Основні галузі зайнятості: освіта, охорона здоров'я та соціальна допомога — 46,4 %, роздрібна торгівля — 12,3 %, мистецтво, розваги та відпочинок — 7,5 %, оптова торгівля — 7,0 %.